# كامينكا-دنيبروفسكا
كامينكا-دنيبروفسكا هي مدينة من مدن أوكرانيا. يبلغ عدد سكانها 12117 نسمة وذلك حسب تقديرات سنة 2022. تبلغ مساحتها 21 كم².
المدينة هي موطن لمتحف كاميانكا-دنيبروفاسكا التاريخي والأثري.

## معرض صور

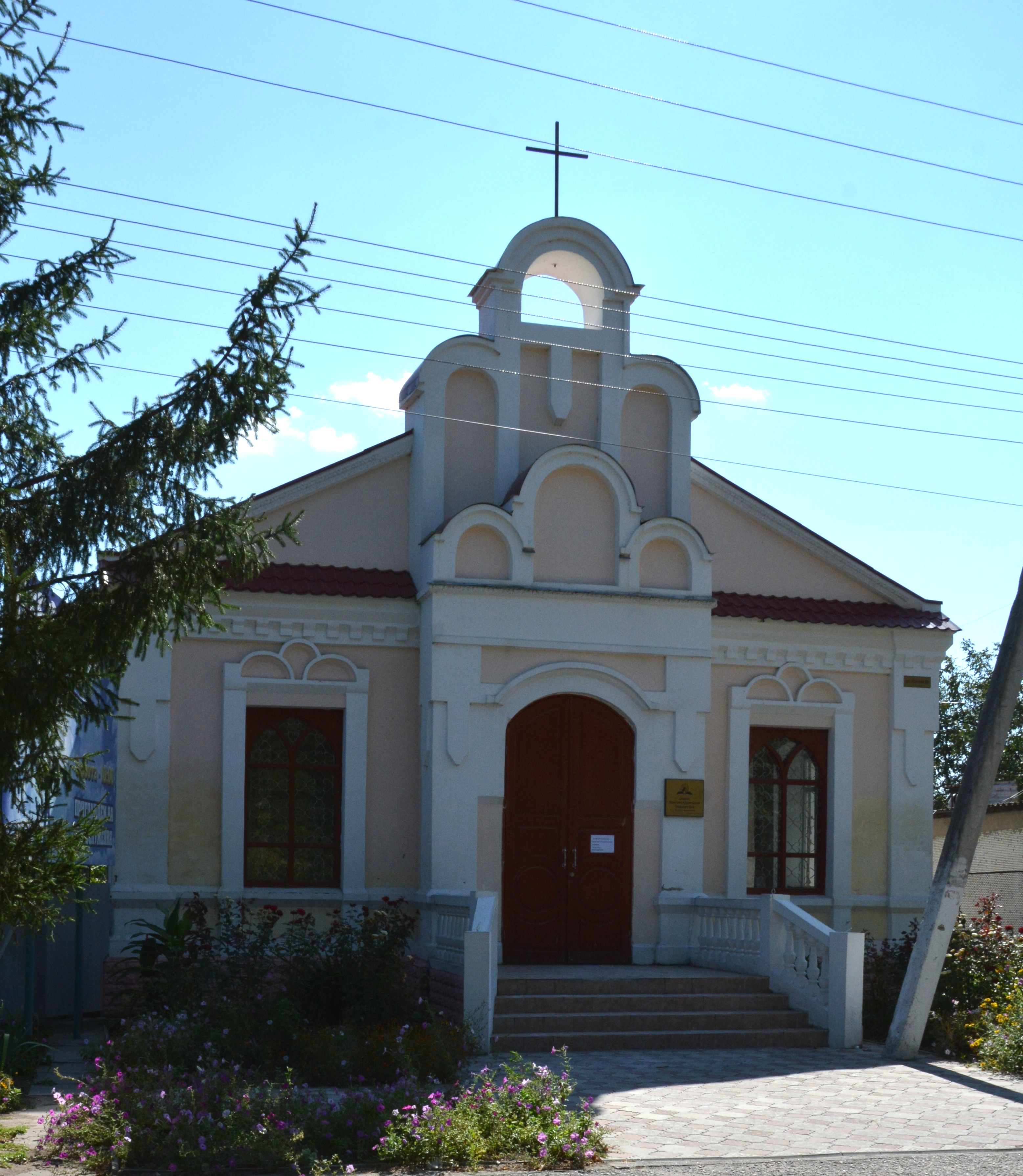
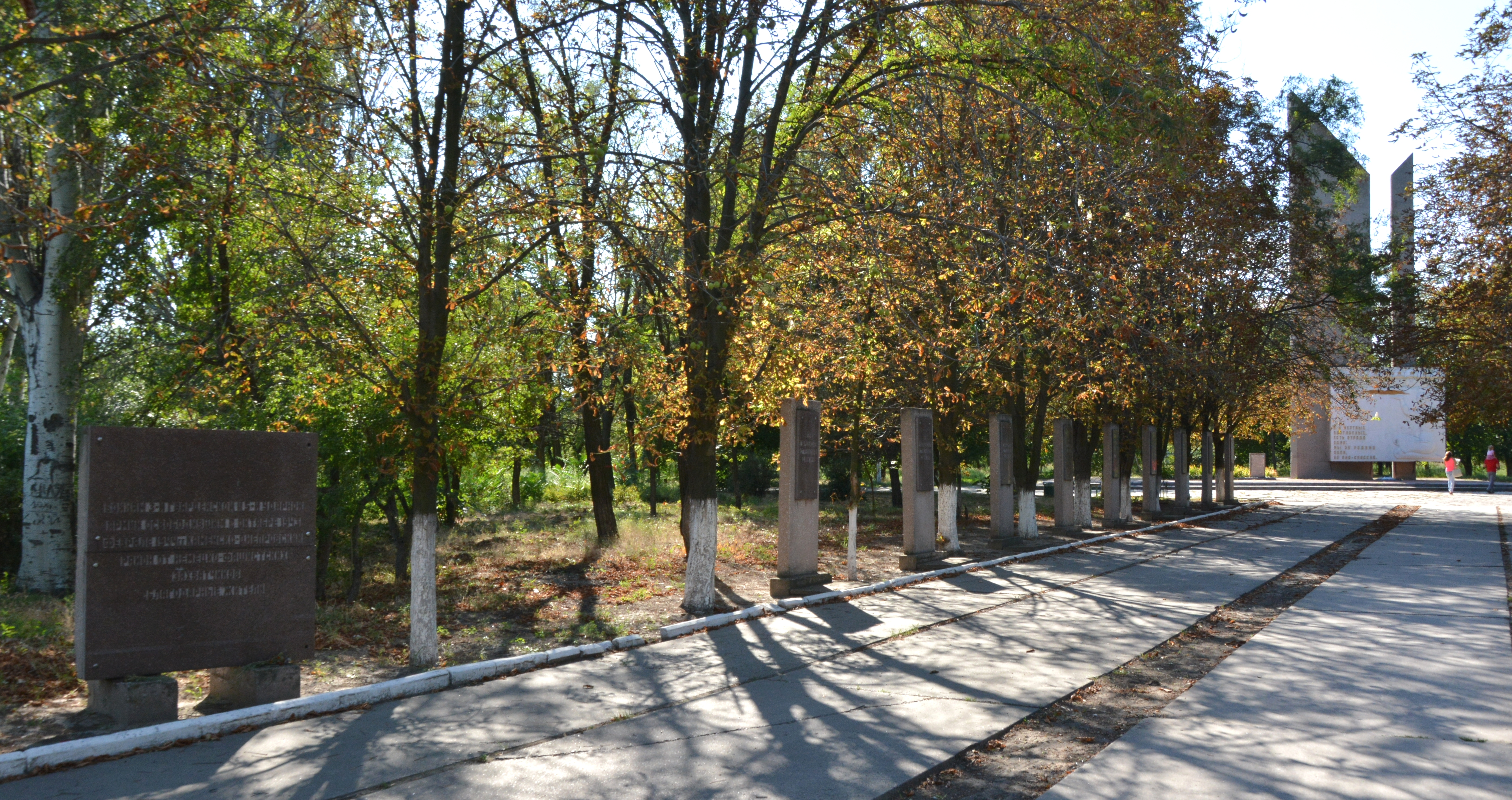
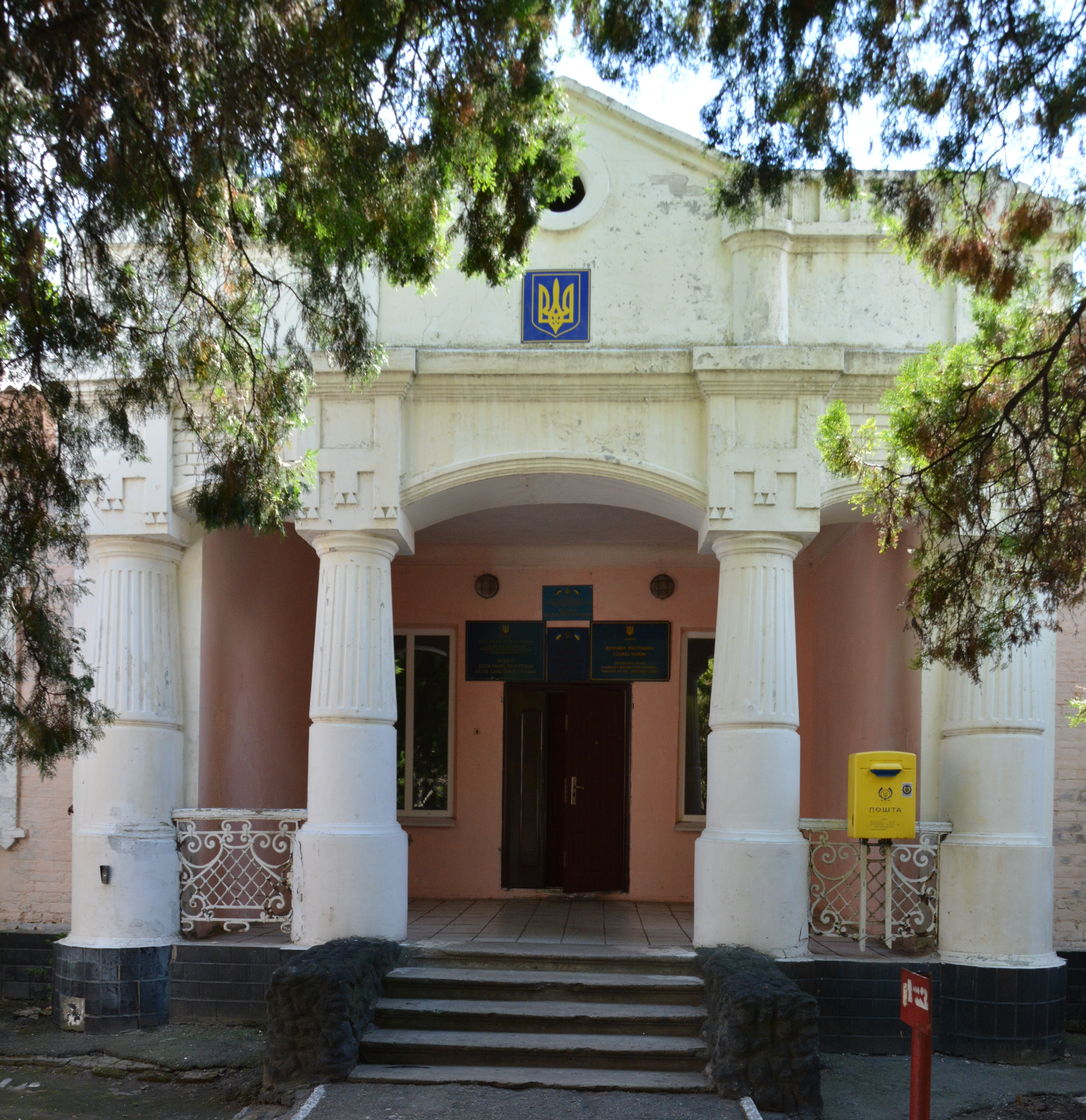